# 불완전 고용
불완전 고용(underemployment) 상태는 노동자가 취업은 하였으나 완전한 고용 상태를 확보하지 못하는 상태를 말한다. 불완전 고용에 대해서는 1925년 제2회 국제 노동 통계가 회의에서 처음 논의되었으며, 1957년 회의에서는 처음으로 불완전 고용에 대한 기준을 정하였다. 이 때 보통의 노동 시간보다 짧은 시간 동안 일하면서, 보다 많은 시간을 일할 의사와 능력이 있는 경우를 시간에 관한 불완전 고용 상태라고 정했다. 그 이후에도 불완전 고용의 기준을 정하려는 노력이 계속되었으며, 최근에 정해진 기준은 1998년 제16회 국제 노동 통계가 회의에서 정해졌다.

## 시간에 관한 불완전 고용
시간에 관한 불완전 고용을 판별할 때에는 자신이 보다 많은 시간을 일할 의사가 있는지, 더 많은 시간을 일할 수 있는지, 그리고 현재의 실질적인 노동 시간이 일정 수준 아래인지 여부에 따라 결정된다. 불완전 고용인지를 판별하는 노동 시간의 기준은 국가나 환경에 따라 달라질 수 있다. 전일제 근무를 원하는 비자발적 시간제 노동자의 경우는 시간에 따른 불완전 고용에 포함된다고 할 수 있지만, 시간제 근로에 대한 국제적인 정의가 확립되어 있지 않고 경기적 요인에 따라 전일제 근무자라 하더라도 평소보다 짧은 시간을 일하는 경우가 있을 수 있으므로 시간제 근무가 시간에 대한 불완전 고용의 필요조건이 되는 것은 아니다.

## 기술로 인한 불완전 고용
기술로 인한 불완전 고용은 교육 수준과 업무의 불일치로 일어난다. 즉, 실제로 하고 있는 업무에 비해 과잉학력으로 능력을 제대로 활용하지 못할 경우에 불완전 고용 상태에 있다고 할 수 있다. 기술의 부적절한 활용에 대한 국제적 기준이 확립되지 않았고, 이런 유형의 불완전 고용을 측정할 때는 노동자의 적성과 교육 수준, 직업 만족도 등을 반영해야 하기 때문에 측정하기 곤란해질 수 있다.
존 로빈슨(Joan V. Robinson)은 취업 기회가 충분하지 못하여 실직자가 이전보다 낮은 수준의 직장에서 일하는 현상을 위장 실업(disguised unemployment)으로 설명하였다.

## 같이 보기
- 완전 고용
- 실업
- 노동 빈곤층
- 빈곤